# Alcester
Alcester (engelskt uttal: [ˈɒlstər] lyssna (fil)) är en ort och civil parish i grevskapet Warwickshire i England. Orten ligger i distriktet Stratford-on-Avon, 13 kilometer väster om Stratford-upon-Avon. Tätorten (built-up area) hade 6 939 invånare vid folkräkningen år 2011. Alcester ligger nära floden Alne och floden Arrow i England, Storbritannien och är en ort som har en mängd äldre hus från romerska tider.